# Листоїд гладенький
Листоїд гладéнький (Chrysolina polita) — вид жуків підродини Chrysomelinae з родини листоїдів. Поширений в Європі, Малій Азії, на Кавказі, в Сибіру, Алтаї, Туві, Казахстані, Центральній Азії, Монголії, на Далекому Сході Росії, на півночі і заході Китаю. Жуки населяють сирі луки й береги водойм. Кормовими рослинами є представники родини глухокропивових (м'ята, материнка, зюзник). Довжина тіла жуків 6,5-8,5 мм. Усе тіло, крім надкрила, зелене, рідше синє, з металевим відблиском.
Відомо три підвиди:
- Chrysolina polita adamsi (Balý, 1879) — Сибір, Іран, західний і північний Китай;
- Chrysolina polita ogloblini (Ter-Minassian, 1950) — Вірменія;
- Chrysolina polita polita (Linnaeus, 1758) — Палеарктика.